# Ángel Luis Ríos Matos

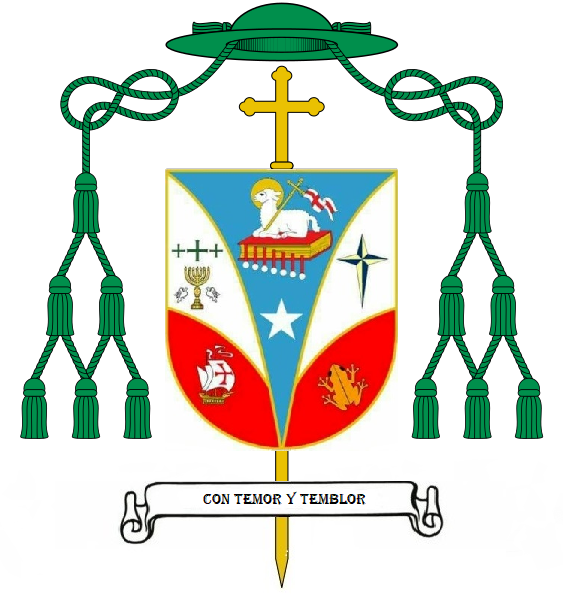
Wappen von Ángel Luis Ríos Matos

Ángel Luis Ríos Matos (* 5. Oktober 1956 in Aguada, Puerto Rico) ist ein puerto-ricanischer Geistlicher und römisch-katholischer Bischof in Mayagüez.

## Leben
Ángel Luis Ríos Matos erhielt seine Ausbildung beim Säkularinstitut der Missionsbrüder der Nächstenliebe und studierte Philosophie an der Päpstlichen Katholischen Universität von Puerto Rico sowie Theologie an der Päpstlichen Universität Xaveriana in Bogotá. Am 11. Januar 1985 spendete ihm Bischof Ulises Aurelio Casiano Vargas das Sakrament der Priesterweihe für das Bistum Mayagüez.
Neben verschiedenen Aufgaben in der Pfarrseelsorge und einem Studium des Kanonischen Rechts, das er mit der Promotion abschloss, war er für die Jugend- und Berufungspastoral verantwortlich. Zeitweise war er geistlicher Leiter der Cursillo-Bewegung und Professor an der Universidad Interamericana de Puerto Rico. Er war Mitglied des Konsultorenkollegiums und der Kommission für die soziale Absicherung der Weltgeistlichen sowie Richter am Diözesangericht.
Papst Franziskus ernannte ihn am 9. Mai 2020 zum Bischof von Mayagüez. Die Bischofsweihe spendete ihm sein Amtsvorgänger Álvaro Corrada del Rio SJ am 1. August desselben Jahres im Erholungs- und Sportpalast Palacio de Recreación y Deportes Germán "Wilkins" Vélez in Mayagüez. Mitkonsekratoren waren der Erzbischof von San Juan de Puerto Rico, Roberto Octavio González Nieves OFM, und der Bischof von Ponce, Rubén Antonio González Medina CMF.